# Дафне ди Морије
Дафне ди Морије, позната и као Лејди Браунинг (енгл. Daphne du Maurier, Lady Browning; 13. мај 1907 – 19. април 1989), била је британска књижевница.

## Биографија
Дафне ди Морије је рођена у Лондону, у угледној породици. Њен отац, Џералд ди Морије, био је глумац, а деда, Џорџ ди Морије, књижевник. Студирала је у Лондону и Паризу. Имала је две сестре.
Удала се за капетана Фредерика Браунинга, због чега је позната и као „Лејди Браунинг”. Са њим је имала троје деце. Њено прво дело које је написала био је роман The Loving Spirit. Светску славу је постигла романима Ребека и Крчма Јамајка. Њено такође веома познато дело су Птице. Радња њених дела се најчешће одвија у енглеској грофовији Корнвол. Британска краљица Елизабета II је 1969. Ди Моријеовој доделила титулу даме.
Преминула је 1989 у Фовеју, Енглеска.